# Seznam bolgarskih ekonomistov
Seznam bolgarskih ekonomistov.

## A
- Stoyan Alexandrov

## B
- Lyuben Berov

## D
- Martin Dimitrov

## K
- Chavdar Kanchev

## P
- Georgi Petrov

## S
- Krassen Stanchev
- Alexander Sabotinov